# Lost in America
«Lost in America» es una canción de Alice Cooper tomada del álbum The Last Temptation de 1994 y lanzada como sencillo ese mismo año. Como lado B del sencillo fue incluida una versión en directo de "Hey Stoopid".

## Personal
- Alice Cooper - voz
- Stef Burns - guitarra
- Greg Smith - bajo
- Derek Sherinian - teclados
- Ricky Parent - batería